# Stadio Pedro Bidegain
Lo stadio Pedro Bidegain, comunemente chiamato El Nuevo Gasómetro, è lo stadio della squadra di calcio del San Lorenzo, ed è sito nel quartiere di Nueva Pompeya a Buenos Aires. Venne inaugurato nel 1993 ed ha una capacità di 47 964 posti.

## Galleria d'immagini

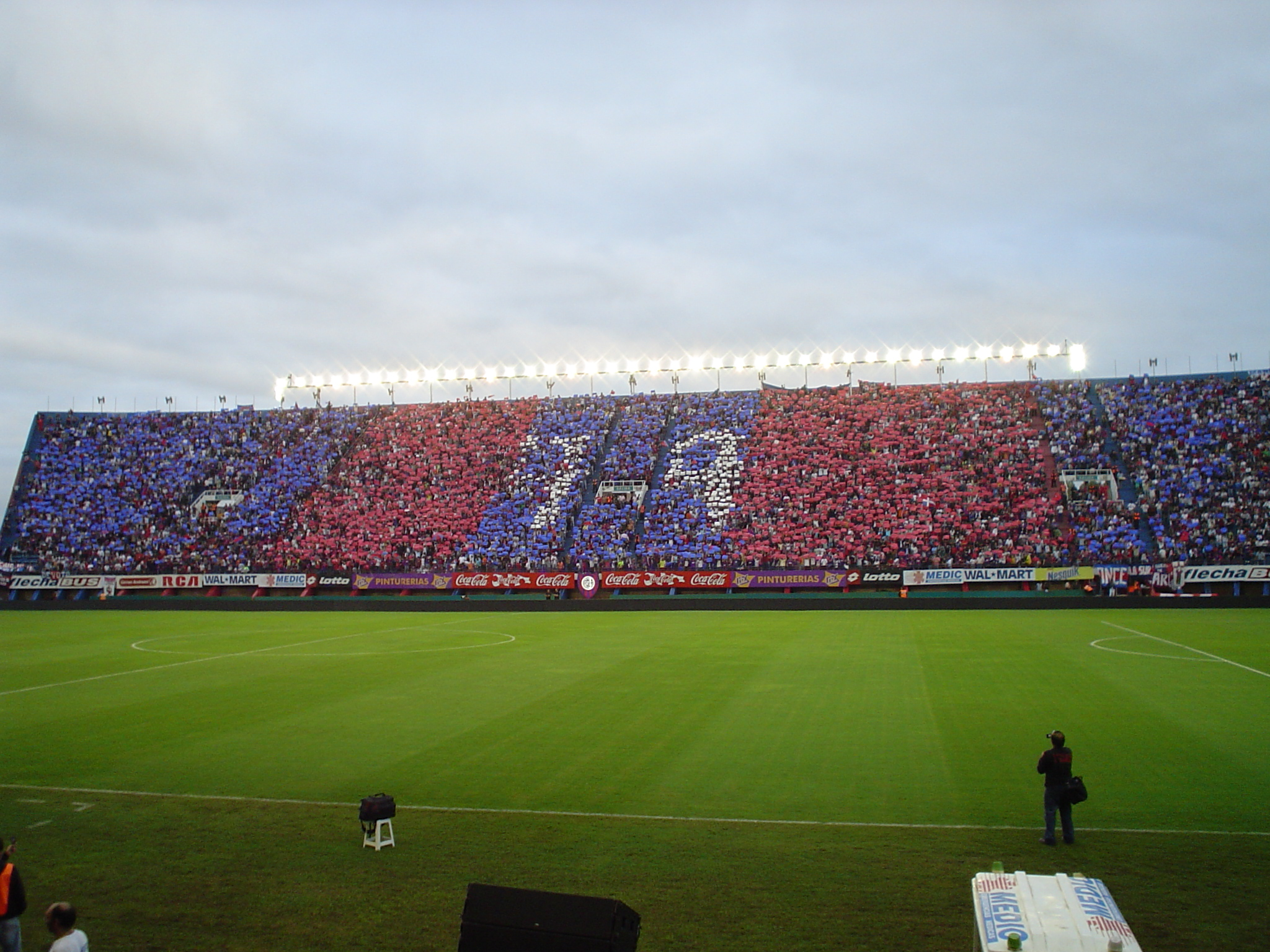
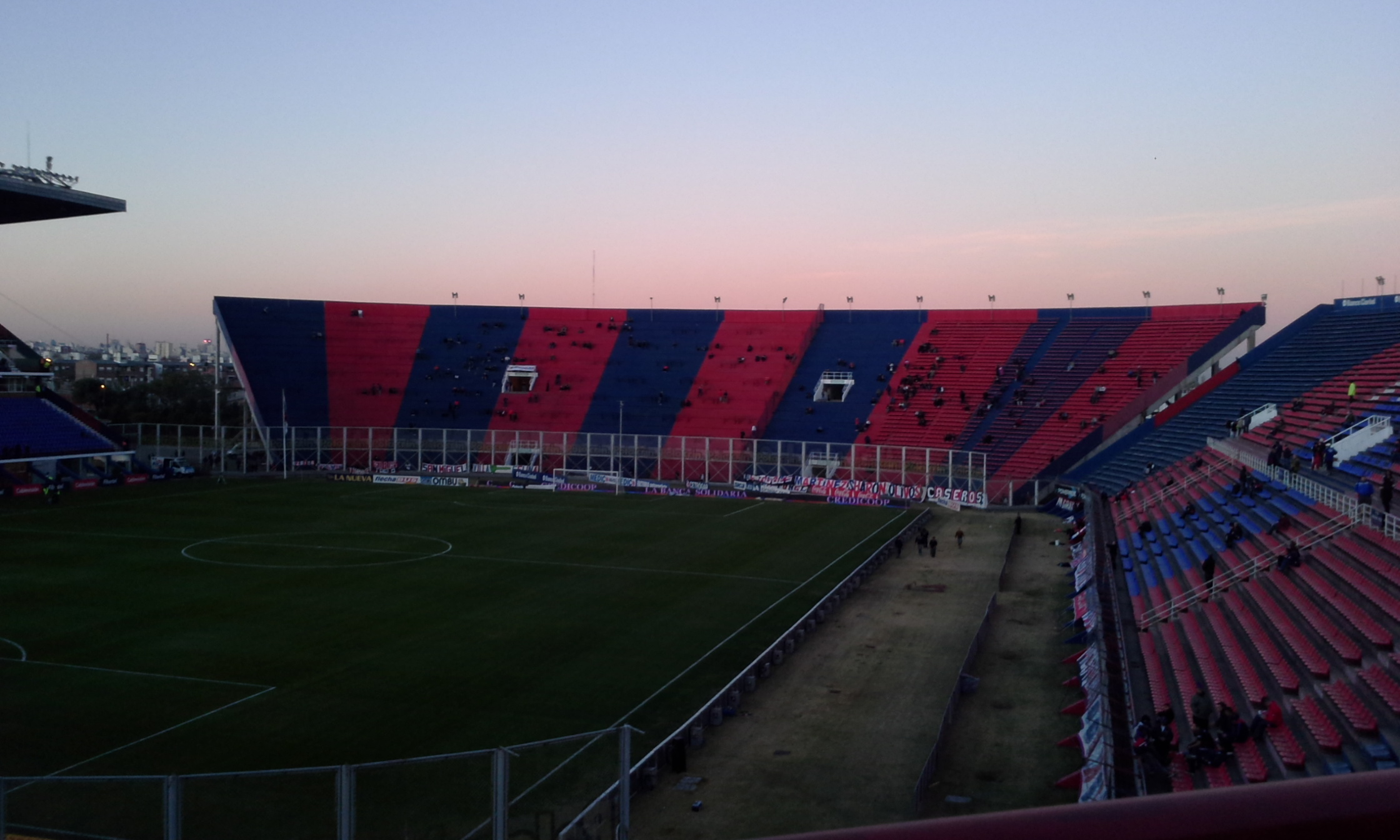
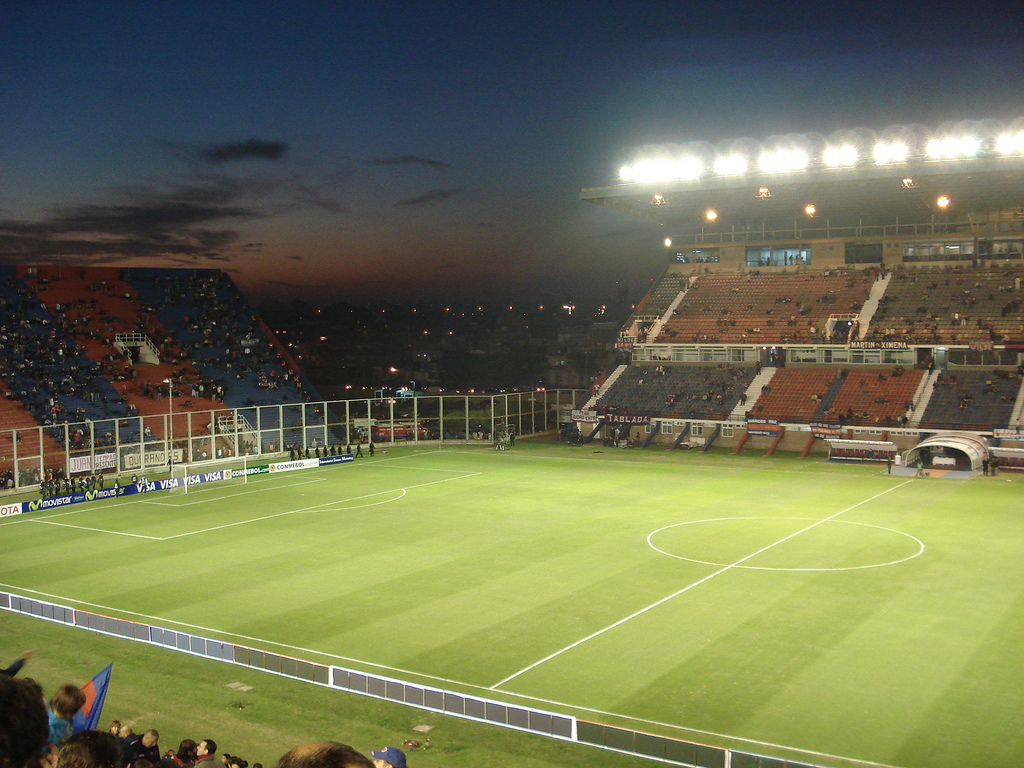
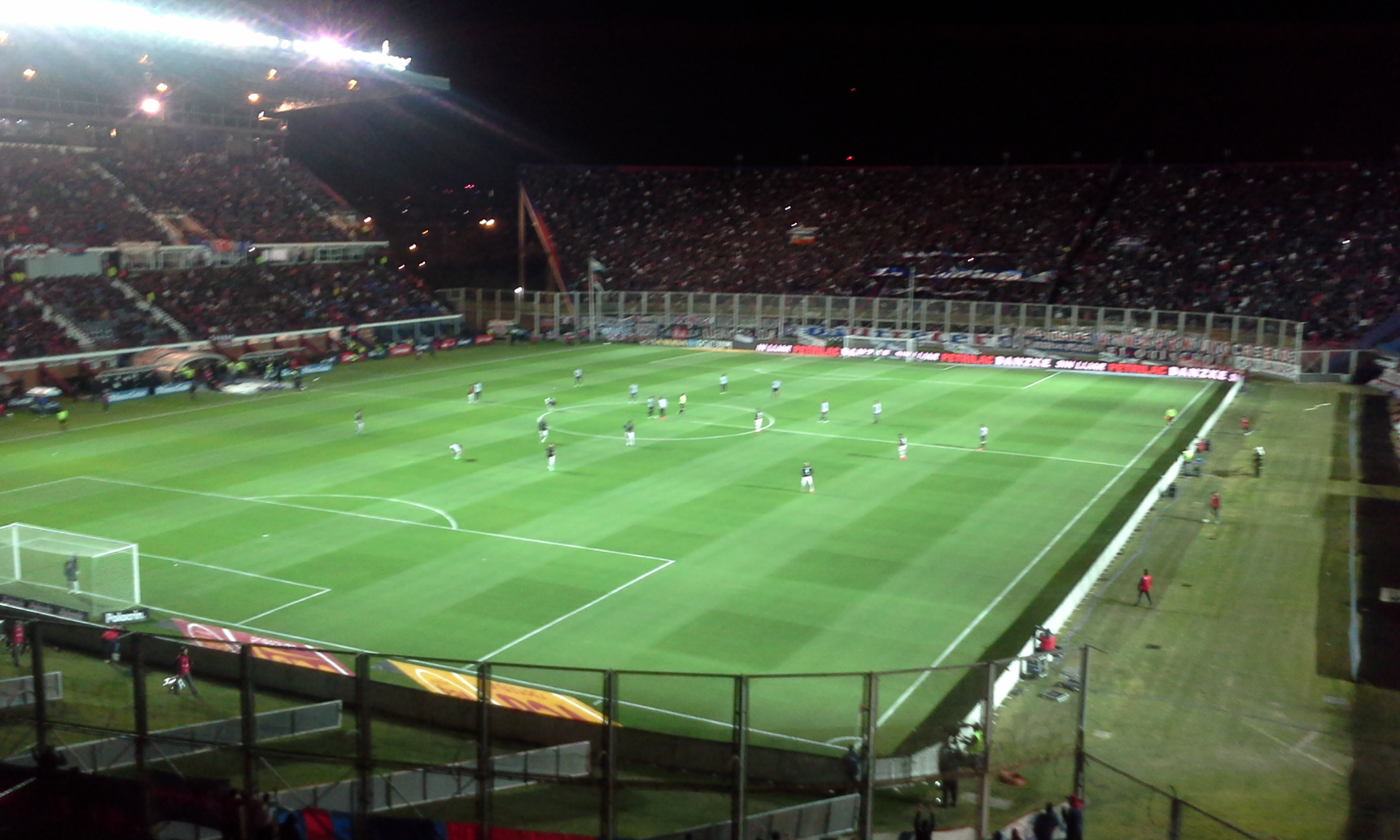